# Israël aux Jeux olympiques d'hiver de 2002
Israël participe aux Jeux olympiques d'hiver de 2002 à Salt Lake City.

## Athlètes engagés
La délégation se compose de cinq sportifs engagés dans deux sports : le patinage artistique, avec deux couples de danse sur glace (dont Chait /  Sakhnovski) et le patinage de vitesse sur piste courte.